# 커져버린 사소한 거짓말
《커져버린 사소한 거짓말》(영어: Big Little Lies)은 리안 모리아티의 2014년 장편소설이다. 세 가족 간의 갈등과 문제를 다루고 있다. 대한민국에는 마시멜로에서 김소정 번역으로 출간되었다. 이 소설을 원작으로 미국 HBO 채널에서 니콜 키드먼, 리스 위더스푼, 알렉산데르 스카르스고르드, 셰일린 우들리, 조이 크래비츠, 이언 아미티지 주연의 동명의 드라마 시리즈가 만들어졌다.

## 줄거리
제인, 매들린, 셀레스트는 우연히 만나 매우 친한 사이가 되었다. 초등학교 예비 설명회에서 제인의 아들이 한 여자아이에게 폭력을 저질렀다는 의혹을 사고, 이후 이 세 여자와 다른 학부형들과의 관계는 멀어졌다. 그러던 중 초등학교에서 살인 사건이 발생하면서 사건의 해결은 점점 난해하여졌다.